# NGC 3105
NGC 3105 est un amas ouvert,, situé dans la constellation des Voiles. Il a été découvert par l'astronome britannique John Herschel en 1834.
NGC 3105 est à environ 4 884 pc (∼15 900 al) du système solaire et les dernières estimations donnent un âge de 17 millions d'années. La taille apparente de l'amas est de 2,0 minutes d'arc, ce qui, compte tenu de la distance et grâce à un calcul simple, équivaut à une taille réelle d'environ 9,3 années-lumière.
Selon la classification des amas ouverts de Robert Trumpler, cet amas renferme moins de 50 étoiles (lettre p) dont la concentration est forte (I) et dont les magnitudes se répartissent sur un grand intervalle (le chiffre 3).